# In the Woods...
In the Woods... – norweski zespół metalowy.
Zespół został założony w mieście Kristiansand w Norwegii. Zaczynał jako zespół blackmetalowy, wydając w 1994 demo, i debiutancki album w 1995 roku. Od tego momentu muzyka zespołu zaczęła się zmieniać. Zmiany te doprowadziły do wypracowania własnego stylu będącego wypadkową progresywnego metalu, doom metalu, ambientu i awangardy. W 1997 wydaje Omnio, album uznawany za najlepszy w dorobku grupy. Od początku istnienia skład zespołu ulegał zmianom. Do stałych członków należeli: Christian Botteri, jego brat bliźniak Christopher Botteri, Jan Kennet Transeth i Anders Kobro. Po wydaniu Three Times Seven on a Pilgrimage, kompilacji trzech mini albumów i niepublikowanych utworów, członkowie zespołu zadecydowali o rozwiązaniu grupy. 29 grudnia 2000 zagrali pożegnalny koncert w Kristiansand. Występ został zarejestrowany i wydany w 2003 roku na albumie Live at the Caledonien Hall. Muzycy In the Woods... założyli małą wytwórnię płytową, Karmakosmetix, która wydaje ich nowe projekty.

## Muzycy
| Obecny skład zespołu - Christopher "C:M." Botteri - gitara basowa (1991-2000, od 2014) - Anders Kobro - perkusja (1991-2000, od 2014) - Christian "X" Botteri - gitara (1991-2000, od 2014) - Mr. Fog - gitara, instrumenty klawiszowe, śpiew (od 2015) Muzycy koncertowi - Kåre André Sletteberg - gitara (od 2015) - Job Bos - instrumenty klawiszowe (od 2016) |  | Byli członkowie zespołu - Oddvar A:M (zmarły) - gitara (1991-2000) - Jan Kenneth Transeth - śpiew (1991-2000) - Bjørn "Berserk" Harstad - gitara (1996-2000) - Synne "Soprana" Larsen - śpiew (1996-2000) - Christer-André Cederberg - gitara (1998-2000) - Stein Roger Sordal - gitara (2014-2015) - Tommy Sebastian Halseth - śpiew (2014-2015) |

## Dyskografia
| Dema - 1993 Isle of Men - 1993 Rehearsal Albumy studyjne - 1995 Heart of the Ages - 1996 A Return to the Isle of Men - 1997 Omnio - 1999 Strange in Stereo - 2016 Pure | Minialbumy - 1996 White Rabbit - 1998 Let There Be More Light - 2000 Epitaph Kompilacje i koncerty - 2000 Three Times Seven on a Pilgrimage (kompilacja) - 2003 Live at the Caledonien Hall (2CD, pożegnalny koncert) |